# Cuenca
Cuenca je s 600.000 prebivalci tretje največje mesto v Ekvadorju; hkrati je glavno mesto province Azuay.
Zgodovinsko mestno jedro je od leta 1999 na seznamu UNESCOve svetovne dediščine. Cuenca ima formalni pravokotni urbanistični načrt, ki so ga spoštovali 400 let. Arhitektura Cuence večji del izvira iz 18. stoletja, posodobljena je bila v času gospodarskega razcveta v 19. stoletju.

## Zgodovina
Španci so ustanovili kolonialno mesto Cuenca v letu 1557 na mestu nekdanjega inkovskega mesta Tumipampa. O tem priča arheološko najdišče Todos Santos v bližini Cuence. Mesto se je najprej imenovalo Santa Ana de los Cuatro Rios de Cuenca. Približno 50 let so se Kañari Indijanci, pod vodstvom Inke Tupac Yupanquija, upirali španski nadvladi.
Kmalu po prihodu Špancev so ti zgradili cerkev danes imenovano stara katedrala oziroma El Sagrario. Leta 1880 so pričeli z gradnjo nove katedrale (Catedral de la Inmaculada Concepcion), ki stoji ob parku Abdona Calderona.
Dne 3. novembra 1820 je Simón Bolívar razglasil neodvisnost Cuence. Štirideset let kasneje je prišlo okoli 2000 francoskih jezuitov, ki so se v mestu naselili na miren način.

## Geografija
Glavno mesto province Azuay se nahaja v eni izmed Andskih dolin, na nadmorski višini 2549 mo in je bila še pred dobrimi tridesetimi leti, zaradi slabih prometnih povezav, precej izolirana. Danes leži ob glavni prometni žili, cesti imenovani Panamericana. Kljub temu, da je tretje največje mesto Ekvadorja, je ostalo prikupno v svojem kolonialnem stilu z ozkimi tlakovanimi ulicami, belimi in rdeče opečnimi zgradbami, lepimi trgi in cerkvenimi kupolami, vse pa postavljeno na travnate bregove reke Rio Tomebamba, kjer ženske še vedno perejo in sušijo oblačila na soncu. Poleg omenjene, tečejo skozi Cuenco še tri reke Machangara, Yanuncay in Tarqui. Vse to daje mestu podobo enega slikovitejših mest Ekvadorja.

## Prebivalstvo
Cuenca ima močno intelektualno tradicijo, saj se ponaša tremi glavnimi univerzami in več manjšimi. Ima veliko študentske populacije in je popularna pri tujcih, zato ima mesto ima tudi moderno podobo, mednarodne restavracije, umetnostne galerije, kavarne in bare, ki dopolnjujejo kolonialno arhitekturo. Lokacija Cuence je v eni od najbolj tradicionalnih regij v državi, kar je videti tudi v zelo močni prisotnosti potomcev španskih zavojevalcev.

## Gospodarstvo
Cuenca je pomembno trgovsko središče. Poznana je po izdelavi "Panamskih klobukov", izdelkih iz keramike, zlata in srebra.
Je tudi dobro izhodišče za obisk bližnjega Nacionalnega parka Cajas, lokalnih termalnih vrelcev, kot tudi drugih krajev in trgov, še posebej Incovskih ruševin Ingapirca. Poskusi, da ne zamudite mesto in pustite, da si vsaj nekaj dni za nekaj lagodno raziskovanje.

## Znamenitosti
Na glavnem mestnem trgu, Plaza Abdon Calderón, so leta 1557 začeli graditi staro katedralo La Catedral Vieja, tudi El Sagrario z najstarejšimi orglami v Ekvadorju. Leta 1885 so začeli graditi novo katedralo La Nueva Catedral ali uradno Catedral Metropolitana de la Inmaculada Concepción, ki je bila v različnih potresih večkrat poškodovana. Zgrajena je v novogotskem slogu in naj bi bila med največjimi cerkvami v Južni Ameriki. Med gradnjo se je izkazalo da bosta cerkvena zvonika pretežka za temeljna tla, za to ju niso nikoli dokončali. Streha ima sinje modre kupole obložene s keramiko (azulejos), v notranjosti je veličasten oltar in slavna podoba kronanja Device Marije. Cerkev je obložena z alabastrom in lokalnim marmorjem rožnate barve in marmorjem uvoženim iz Carrare iz Italije.
Samostan El Carmen de Asuncion; atrij predstavlja slikovit trg, cerkev je bila ustanovljena leta 1682. Fasada je iz klesanega kamna, v notranjosti je atraktivna zlata prižnica.
Samostan in muzej La Concepcion iz 17. stoletja z grobnicami in zbirko sakralne umetnosti.
V Calle Larga je muzej posvečen panamskemu klobuku, v njem je predstavljeno tradicionalno oblikovanja slamnikov.
Plaza Civica je znamenita tržnica, na kateri je mogoče videti oblačila, keramiko in druge izdelke lokalnih obrti, ki so karakteristične za Cuenco.
- Nova katedrala v Cuenci
- Detajl fasade nove katedrale v Cuenci
- Cvetlični trg pred samostanom v Cuenci
- V tovarni Panamskih klobukov
- Domača zdravila za vse možne težave - tržnica v Cuenci

## Znane osebnosti
- Carlos Crespi Croci (Padre Crespi) (1891-1830 aprila 1982.) - Salezijanski oče, učitelj, glasbenik, dirigent, antropolog, botanik, umetnik in humanist.
- Jefferson Pérez - ekvadorski športnik in olimpijski prvak, edini Ekvadorec z zlato olimpijsko medaljo. Živi in trenira v Cuenci. Zmagal je 26. julija 1996 v Atlanti v hoji na 20 km. Leta 1999 je postal v Sevilli podprvak in v Parizu leta 2003 svetovni prvak v isti disciplini. Po olimpijskih igrah v Atlanti je svoj uspeh proslavil s peš pohodom dolgim 459 km od Quita do Cuence.
- Abdon Calderón - heroj v boju Ekvadorja za neodvisnost proti Španiji.